# سدوم روبروتینکتوم
سدوم روبروتینکتوم (نام علمی: Sedum rubrotinctum) گیاه آب‌نبات ژله‌ای یا سدوم غوره‌ای، نام یک گونه از سرده ناز و از خانواده گل‌نازیان است. به دلیل شباهت برگ‌های کوتاه این گیاه به آب‌نبات ژله‌ای مخصوصاً هنگامی که رنگ محافظ به خود می‌گیرد، گیاه آب‌نبات ژله‌ای خوانده می‌شود. این گیاه رسماً در ۱۹۴۸ به عنوان گونه‌ای مجزا نام‌گذاری شد. این گیاه، گیاهی آب‌دار بومی مکزیک است.